# Băbăița
Băbăița là một xã thuộc hạt Teleorman, România. Dân số thời điểm năm 2002 là 6467 người.